# Ёлово (Брестская область)
Ёлово (бел. Ёлава) — деревня в Барановичском районе Брестской области Белоруссии. Входит в состав Полонковского сельсовета. Население — 14 человек (2019).

## География
Деревня расположена в 33 км по автодорогам к западу-северо-западу от города Барановичи, в 12 км по автодорогам к северо-западу от центра сельсовета, деревни Полонка. К югу от деревни находится устье реки Полонка, впадающей в реку Исса на территории ландшафтного заказника «Стронга».

## История
Упоминается на карте Шуберта первой половины XIX века.
В 1886 году хутор в Люшневской волости Слонимского уезда Гродненской губернии. Действовали лесопильня и водяная мельница. В 1905 году — деревня той же волости, 91 житель. На карте 1910 года указана под названием Елова.
С 1921 года составе межвоенной Польши, в гмине Молчадь Слонимского, с 1926 года — Барановичского повета Новогрудского воеводства. По переписи 1921 года здесь числилось 16 жилых зданий, в которых проживало 104 человека (53 мужчины, 51 женщина), все поляки (по вероисповеданию — 102 римских католика и 2 православных).
С 1939 года в составе БССР. С 15 января 1940 года в Новомышском районе Барановичской, с 8 января 1954 года Брестской областей, с 8 апреля 1957 года в Барановичском районе.
С конца июня 1941 до начала июля 1944 года была оккупирована немецко-фашистскими захватчиками. На фронтах войны погиб один сельчанин.

## Население
По состоянию на 1 января 2023 года в деревне проживало 26 человек в 13 хозяйствах, из них 6 моложе трудоспособного возраста, 13 в трудоспособном возрасте и 7 — старше трудоспособного возраста.
| Численность населения (по переписи) | Численность населения (по переписи) | Численность населения (по переписи) | Численность населения (по переписи) | Численность населения (по переписи) | Численность населения (по переписи) | Численность населения (по переписи) |
| 1905                                | 1921                                | 1939                                | 1959                                | 1999                                | 2009                                | 2019                                |
| ----------------------------------- | ----------------------------------- | ----------------------------------- | ----------------------------------- | ----------------------------------- | ----------------------------------- | ----------------------------------- |
| 91                                  | ↗104                                | ↗152                                | ↗176                                | ↘68                                 | ↘49                                 | ↘14                                 |